# Monika Hetterle
Monika Hetterle (* 3. Juli 1940 in Weimar) ist eine deutsche Schauspielerin.

## Leben
Monika Hetterle absolvierte von 1963 bis 1966 die Theaterhochschule Leipzig. Bereits seit 1961 spielte sie am Berliner Maxim-Gorki-Theater, dessen Ensemble sie bis zum Ende der Spielzeit 2004/05 angehörte. Bis 2012 wirkte sie dort weiterhin gastweise, 2013 trat sie am Theater des Ostens auf. Hetterle stand häufig unter der Regie ihres Mannes, dem Schauspieler und Regisseur sowie langjährigen Intendanten des Gorki-Theaters Albert Hetterle, auf der Bühne.
Seit Beginn der 1970er-Jahre arbeitet Hetterle bis heute auch immer wieder für Film und Fernsehen, so in den Krimireihen Der Staatsanwalt hat das Wort, Polizeiruf 110 und dem Tatort oder den  Kiezgeschichten.
1985 wurde Monika Hetterle der Goethe-Preis der Stadt Berlin verliehen. Bis zu dessen Tod 2006 war sie mit ihrem Mann verheiratet, die gemeinsamen Söhne Marc und Alexander arbeiten ebenfalls als Schauspieler.

## Filmografie (Auswahl)
- 1972: Der Egoist
- 1974: Maria
- 1976: Tisch und Bett
- 1977: Die Letzten
- 1979: Mutter heiratet
- 1980: Spreelore oder Das heiße Blur
- 1981: Die verschwundene Madonna
- 1981: Polizeiruf 110 – Nerze
- 1982: Der Lumpenmann
- 1983: Märkische Chronik (2 Folgen)
- 1983: Lieber guter Weihnachtsmann
- 1984: Pension Butterpilz – Das Freizeitparadies
- 1985: Der Staatsanwalt hat das Wort – Das Biest
- 1986: Ernst Thälmann
- 1987: Meine Frau ist ein Star
- 1987: Glück hat seine Zeit
- 1987: Kiezgeschichten (3 Folgen)
- 1989: Rita von Falkenhain (4 Folgen)
- 1989: Barbaron
- 2004: In aller Freundschaft – Platzhirsche
- 2006: Tatort – Kunstfehler
- 2008: GSG 9 – Ihr Einsatz ist ihr Leben – Endstation
- 2009: Schloss Einstein (Folge 581)
- 2011: Das System – Alles verstehen heißt alles verzeihen
- 2013: Chiralia (Kurzfilm)
- 2013: Das merkwürdige Kätzchen
- 2017: SOKO Wismar – Tödliche Lichter

## Hörspiele
- 1975: Report: Dr. Richard Sorge (Mitwirkende) – Künstlerische Leitung: Albert Hetterle/Manfred Möckel (Hörspiel – VEB Deutsche Schallplatten)
- 1989: Ursula Ullrich: Traumpferdreiten oder: Wo kommen bloß die Babies her? (Elefantenkuh) – Regie: Karin Lorenz (Kinderhörspiel – Litera)